# 1952 في نيوزيلندا
فيما يلي قوائم الأحداث التي وقعت خلال عام 1952 في نيوزيلندا.

## سياسة

### تعيين في المنصب
- 6 فبراير – إليزابيث الثانية monarch of New Zealand ‏.

### انتهاء فترة المنصب
- 6 فبراير – جورج السادس ملك المملكة المتحدة monarch of New Zealand ‏.

## مواليد

### يناير
- 1 يناير – بولين برن
- 1 يناير – جوليا موريسون رسامة نيوزيلندية.
- 1 يناير – ديفيد أليوت رسام توضيحي نيوزيلندي.
- 1 يناير – ليندي كيلي كاتبة نيوزيلندية.
- 2 يناير – جون هود لاعب كركيت نيوزيلندي.
- 12 يناير – جون ووكر

### فبراير
- 2 فبراير – جيف أرشيبالد لاعب هوكي حقل نيوزيلندي.
- 4 فبراير – جيني شيبلي سياسية نيوزيلندية.
- 11 فبراير – مارتن غالاغير سياسي نيوزيلندي.
- 14 فبراير – ليه ويلسون لاعب هوكي حقل نيوزيلندي.
- 20 فبراير – ألان إسحاق لاعب كركيت نيوزيلندي.

### مارس
- 19 مارس – ارين ليس لاعب كركيت نيوزيلندي.
- 23 مارس – كينت لامبرت لاعب رغبي نيوزيلندي.

### أبريل
- 3 أبريل – ديفيد كارتر سياسي نيوزيلندي.
- 9 أبريل – بروس روبرتسون لاعب رغبي نيوزيلندي.
- 14 أبريل – ويليام يونغ قاضي نيوزلندي.

### مايو
- 4 مايو – كريس كارتر سياسي نيوزيلندي.
- 15 مايو – فيليب موريس لاعب كريكت نيوزلندي.
- 24 مايو – روجر بيرس لاعب كريكت نيوزلندي.
- 24 مايو – شارون سيمز

### يونيو
- 22 يونيو – دين بوكانان رسام نيوزيلندي.
- 25 يونيو – تيم فين

### يوليو
- 3 يوليو – راسيل برايس متسلق جبال نيوزيلندي.
- 20 يوليو – إيان فيرغسون كاياكير نيوزيلندي.

### أغسطس
- 4 أغسطس – لو غاردينر ضابط نيوزيلندي.

### سبتمبر
- 2 سبتمبر – كريس نوكس موسيقية نيوزيلندية.
- 6 سبتمبر – روب ويلسون سائق سباق نيوزيلندي.
- 15 سبتمبر – ريتشارد ويب لاعب كركيت نيوزيلندي.
- 20 سبتمبر – غرايم هنت صحفي نيوزيلندي.

### أكتوبر
- 1 أكتوبر – جو إيرل مُجدّف نيوزيلندي.
- 7 أكتوبر – مارلين ويرينغ سياسية نيوزيلندية.
- 12 أكتوبر – غريغ كان لاعب رغبي نيوزيلندي.

### نوفمبر
- 11 نوفمبر – غاري بيل درّاج طريق نيوزيلندي.
- 11 نوفمبر – موهان باتل لاعب هوكي حقل نيوزيلندي.
- 23 نوفمبر – شارون أونيل مغنية نيوزيلندية.

### ديسمبر
- 31 ديسمبر – فوغان جونز

## وفيات

### مارس
- 3 مارس – هنري إيلي وايت (مواليد 1876)

### أبريل
- 26 أبريل – ويليام إيرفاين (مواليد 1898) لاعب اتحاد رغبي نيوزيلندي.

### مايو
- 4 مايو – فريدريك أبوت (مواليد 1901) لاعب كركيت من المملكة المتحدة.
- 6 مايو – ستيوارت ريد (مواليد 1867) سياسي نيوزيلندي.

### يوليو
- 8 يوليو – جورج إيتكن (مواليد 1898) لاعب اتحاد رغبي نيوزيلندي.
- 16 يوليو – جون هوليوود (مواليد 1926) لاعب كريكت نيوزلندي.
- 24 يوليو – جيمي ناش (مواليد 1871) سياسي نيوزيلندي.

### أغسطس
- 11 أغسطس – فرانك غروز (مواليد 1909) درّاج طريق نيوزيلندي.
- 27 أغسطس – رونالد فوكس (مواليد 1880) لاعب كريكت نيوزلندي.

### سبتمبر
- 18 سبتمبر – فرانسيس ألدا (مواليد 1879)